# Етика благоговіння перед життям
Етика благоговіння перед життям —  етичне вчення, в основі якого лежить ідея, що добро — все те, що служить збереженню і розвитку життя, а зло — те, що знищує життя чи перешкоджає йому. Тому Людина повинна ставитися до будь-якого життя з тим же благоговінням, що і до свого власного. Етика благоговіння перед життям передає сутність етичного точніше, ніж співчуття або навіть любов, тому що поєднує самовдосконалення з самозреченням і стверджує занепокоєння постійної відповідальності. Розроблено німецьким лікарем, гуманістом і філософом  Альбертом Швейцером в 1915 р.
А. Швейцер писав: «Що говорить етика благоговіння перед життям про відносини між людиною і творінням природи? Там, де я завдаю шкоду будь-якому життю, я повинен ясно усвідомлювати, наскільки це необхідно. Я не повинен робити нічого, крім неминучого, навіть найбільш незначного»(5). Етика благоговіння перед життям, в якій А. Швейцер багато взяв з релігійно-етичних поглядів буддизму, послужила розвитку одного з двох основних напрямків екологічної етики — біоцентризму, а сам А. Швейцер вважається одним із засновників екологічної етики. На думку д.б.н., професора А. Нікольського, швейцеровський принцип благоговіння перед життям має стати одним з базових у заповідній справі і на території заповідників і  національних парків має бути зведений в абсолют.
А. Швейцер тверезо оцінює парадоксальність своєї етики: "Особливо дивним знаходять в етиці благоговіння перед життям те, що вона не підкреслює відмінності між вищим і нижчим, більш цінним і менш цінним життям. У неї є свої підстави ставитися таким чином … Для істинно моральної людини будь-яке життя священне, навіть те, яке з нашої людської точки зору здається нижчевартісним ".
А. Швейцер писав про те, що його життя затьмарюють два основних переживання: усвідомлення того, що світ являє собою незрозумілу загадку і сповнений страждання, і той факт, що він народився в «період духовного занепаду людства». Впоратися з ними йому вдалося «шляхом роздумів, які призвели до світо- і життєствердженню благоговіння перед життям». У цьому випадку людина, на його думку, знаходить у житті тверду опору і ясний напрямок, стає менш поверхневою і морально сильнішою. Це спонукає людину мислити. Етика благоговіння перед життям — це етика любові. Людина, етична по-справжньому, вважає будь-яке життя священним, включаючи і те, яке з людської точки зору повинно було б перебувати в нижній частині шкали цінності. При цьому будь-яке духовне життя зустрічається тільки в межах природного життя. Отже, «благоговіння перед життям» відноситься до природного життя так само, як і до духовного. Чим сильніше благоговіння перед природним життям, тим більшою мірою людина буде його випробовувати перед життям духовним.

## Ресурси Інтернету
- Етика «благоговіння перед життям» Альберта Швейцера  [Архівовано 17 серпня 2013 у Wayback Machine.]
- А. Швейцер. Етика благоговіння перед життям  [Архівовано 16 серпня 2013 у Wayback Machine.]
- Кузнецов В. Г., Кузнецова И. Д. Философия. / Учебник. Этика благоговения перед жизнью  [Архівовано 14 липня 2014 у Wayback Machine.]
- Моральний принцип благоговіння перед життям [недоступне посилання з липня 2019]
- Етика ненасилля і етика благоговіння перед життям — дві сучасні концепції  [Архівовано 18 грудня 2013 у Wayback Machine.]